# Барні (собака)
Барні (англ. Barney, 30 вересня 2000 року — 1 лютого 2013 року) — шотландський тер'єр, улюблена собака Джорджа Буша-молодшого. Проживав у Білому домі під час його президентства. Забарвлення чорне.
У Джорджа Буша-старшого також був пес. Він разом з усією родиною проводжав Буша в останню путь. Зараз його лабрадор допомагає пораненим бійцям.

## Цікаві факти
- Барні — дуже привітна собака, тим не менш, він декілька разів кусав журналістів.
- Улюблена гра Барні  — бігати за волейбольним м'ячем.
- Барні ненавидить воду та купатися.

## Фільмографія
- Barney Cam I (2002)
- Barney and Spot's Winter Wonderland (2003)
- Barney Cam II: Barney Reloaded (2003)
- Where in the White House is Miss Beazley? (Barney Cam III, 2004)
- Barney has found Miss Beazley (2005)
- Barney and Miss Beazley's Spring Garden Tour (2005)
- A Very Beazley Christmas (Barney Cam IV, 2005)
- Barney's Holiday Extravaganza (Barney Cam V, 2006)
- My Barney Valentine (2007)